# SLIP ON THE PUMPS
「SLIP ON THE PUMPS」（スリップ・オン・ザ・パンプス）は日本の音楽ユニット、GOATBEDの5枚目のシングル。2014年8月20日にDIVE II entertainmentより発売。

## 概要
- ボーイズラブ系アダルトゲーム「DRAMAtical Murder」のアニメ版オープニングテーマ[2]である本作は2種類の形態で発売。
- ジャケットに主人公の蒼葉が描かれているCDとDVDが同梱したバージョンには、アニメのノンテロップバージョンのオープニング・エンディング映像を収録したDVDが付属。またカップリングにはエンディングテーマである「BOWIE KNIFE」を加えそれぞれのインストゥルメンタルバージョンも合わせて収録。
- CDのみのバージョンにはボーカル担当の石井秀仁が所属しているヴィジュアル系ロックバンドcali≠gariのベーシスト村井研次郎がベースを弾いた「SLIP ON THE PUMPS (KENJIRO DEATH)」と、石井の実弟石井雄次による「BOWIE KNIFE (I play the U-G)」を収録。
- 通常版ジャケットデザインはカメレオンをモチーフしている。

## 収録曲

### CD+DVD盤
- CD

1. SLIP ON THE PUMPS
2. BOWIE KNIFE
3. SLIP ON THE PUMPS (Instrumental)
4. BOWIE KNIFE (Instrumental)

- DVD

1. DRAMAtical Murder ノンテロップオープニング
2. DRAMAtical Murder ノンテロップエンディング

### CD盤
1. SLIP ON THE PUMPS
2. BOWIE KNIFE
3. SLIP ON THE PUMPS (KENJIRO DEATH)
石井曰く「ベースの音がボーカルを凌ぐ音量」とのこと。
4. BOWIE KNIFE (I play the U-G)
雄次のボーカルをエフェクト処理して収録しているが石井によると肝心のボーカルは声は発音が悪く声が小さいと述べている。

作詞・作曲・編曲・歌／GOATBED